# Pietrzwałd (gromada)
Pietrzwałd – dawna gromada, czyli najmniejsza jednostka podziału terytorialnego Polskiej Rzeczypospolitej Ludowej w latach 1954–1972.
Gromady, z gromadzkimi radami narodowymi (GRN) jako organami władzy najniższego stopnia na wsi, funkcjonowały od reformy reorganizującej administrację wiejską przeprowadzonej jesienią 1954 do momentu ich zniesienia z dniem 1 stycznia 1973, tym samym wypierając organizację gminną w latach 1954–1972.
Gromadę Pietrzwałd z siedzibą GRN w Pietrzwałdzie utworzono – jako jedną z 8759 gromad na obszarze Polski – w powiecie ostródzkim w woj. olsztyńskim na mocy uchwały nr 22 WRN w Olsztynie z dnia 4 października 1954. W skład jednostki weszły obszary dotychczasowych gromad Naprom, Rudno, Pietrzwałd i Wysoka Wieś ze zniesionej gminy Pietrzwałd w tymże powiecie. Dla gromady ustalono 12 członków gromadzkiej rady narodowej.
1 stycznia 1960 do gromady Pietrzwałd włączono wieś Ryn, osady Bedanrki i Wólka Durąska oraz PGR Ryn ze zniesionej gromady Szczepankowo w tymże powiecie.
31 grudnia 1961 do gromady Pietrzwałd włączono wieś Glaznoty ze zniesionej gromady Wygoda oraz PGR Smykowo ze zniesionej gromady Brzydowo w tymże powiecie.
30 czerwca 1968 do gromady Pietrzwałd włączono wieś Lipowo, PGR Bałcyny oraz osady Lesiak Lipowski i Marynowo ze zniesionej gromady Reszki w tymże powiecie.
Gromada przetrwała do końca 1972 roku, czyli do kolejnej reformy gminnej. 1 stycznia 1973 w powiecie ostródzkim reaktywowano gminę Pietrzwałd.